# LeMarxism
LeMarxism är ett samlingsalbum av Peter LeMarc från 1996.

## Låtlista
1. Libra
2. Mannen i mitten
3. Som om ingenting hänt
4. Sömnlösas måne
5. Här kommer din älskling
6. Om vi aldrig skulle ses igen
7. Trollkarln från Stora Blå
8. Gran Pallas Hotell
9. Skott från blå linjen
10. Lycklig idiot (akustisk version)
11. Förloraren
12. Längre än så
13. Sången dom spelar när filmen är slut (akustisk version)
14. Cuando llueve
15. Mannen som har allt
16. Bok med blanka sidor (hela orkestern-version)
17. Ilas tema
18. Dance '69

## Medverkande
- Peter LeMarc - (upphovsman, medverkande)
- Werner Modiggård - (upphovsman)
- Tony Thorén - (upphovsman)
- Pelle Sirén - (upphovsman)
- Stephan Forkelid - (upphovsman)
- Mats Asplén - (upphovsman)
- Yarko Rhea Salazar - (upphovsman)

## Listplaceringar
| Lista (1996-1997) | Topplacering |
| ----------------- | ------------ |
| Sverige           | 9            |